# Bigorne
Bigorne ist ein Ort und eine ehemalige Gemeinde (Freguesia) im portugiesischen Kreis Lamego. Die Gemeinde hatte 45 Einwohner (Stand 30. Juni 2011).
Am 29. September 2013 wurden die Gemeinden Bigorne, Magueija und Pretarouca zur neuen Gemeinde União das Freguesias de Bigorne, Magueija e Pretarouca zusammengeschlossen.